# Trần Khải Thanh Thủy
Trần Khải Thanh Thủy là một cựu giáo viên, nhà báo, nhà văn, hội viên Hội Văn học Nghệ thuật Hà Nội, hội viên danh dự Hội Văn bút Anh 2007 (Honorary Member of PEN UK 2007). Bà là một người bất đồng chính kiến với chính phủ Việt Nam.

## Tiểu sử
Trần Khải Thanh Thủy sinh ngày 26 tháng 11 năm 1960 tại Hà Nội. Bà tốt nghiệp trường Đại học Sư phạm Hà Nội năm 1982; từ năm 1986 đến 1993 bà là giáo viên tại tỉnh Hà Tây.
Năm 1993 bà bỏ nghề dạy học về Hà Nội viết báo (báo Cựu chiến binh) và nhiều báo khác (Người cao tuổi, Văn hóa văn nghệ công an, Lao động thủ đô,...).
Năm 1999 bà bị buộc thôi việc, bắt đầu viết tự do.
Ngày 2 tháng 9 năm 2006 công an đã bắt bà khi đang chuyển tài liệu ra nước ngoài và khám xét nhà bà sau đó.
Tháng 2 năm 2007 tổ chức Human Rights Watch tặng Giải Hellmann/Hammett cho bà (và nhiều người Việt khác: Đỗ Nam Hải, Lê Chí Quang, Nguyễn Chính Kết, Nguyễn Khắc Toàn, Nguyễn Văn Đài, Nguyễn Vũ Bình, Phạm Quế Dương).
Ngày 21 tháng 4 năm 2007 Trần Khải Thanh Thủy bị Cơ quan An ninh điều tra Công an TP. Hà Nội bắt khẩn cấp vì tội "tuyên truyền chống Nhà nước cộng hòa xã hội chủ nghĩa Việt Nam".
Ngày 5/2/2010 bà bị xử 3 năm rưỡi tù vì tội cố ý gây thương tích.
Sau 21 tháng tù, tức là vào khoảng giữa năm 2011, bà được tha bổng và được đưa sang định cư ở Mỹ, sau khi Bộ Ngoại giao Hoa Kỳ gây sức ép đòi thả tự do cho bà. Người phát ngôn Beau Miller của bộ này hoan nghênh việc trả tự do cho bà Thủy, và dân biểu Loretta Sanchez tuyên bố "chào đón nhà văn Trần Khải Thanh Thủy về với tự do".

## Một số tác phẩm

### Xuất bản trong nước
- Thơ đố, Nhà xuất bản văn hóa Dân tộc, 1989
- 1001 chuyện lứa đôi, (Phóng sự), Nhà xuất bản Thanh Niên, 1998
- Ngôi nhà của Gấu, Nhà xuất bản Kim Đồng, 1998
- Vợ chồng như thớt với dao, (truyện vui), Nhà xuất bản Thanh Niên, 2000
- Sông không đến, bến không vào, Nhà xuất bản Kim Đồng, 2000
- Làm chị, Nhà xuất bản Kim Đồng, 2001
- Băm sáu cái nõn nường..., Nhà xuất bản văn hóa Dân tộc, 2002
- Từ trong cổ tích, (truyện ký), Nhà xuất bản Kim đồng, 2003
- Lưu Hương Ký, (bình chú), Nhà xuất bản Thanh Niên, 2004
- Khát sống, (truyện ký), Nhà xuất bản Kim Đồng, 2004
- Âm thầm, (thơ), Hội Liên Hiệp Nghệ thuật Hà Nội 2004
- Biết yêu từ thở còn thơ, (phóng sự), Nhà xuất bản Hội Nhà Văn, 2005
- Song hỉ lâm môn, (truyện vui), Nhà xuất bản Hà Nội, 2005
- Khúc khích xuân Hương, Nhà xuất bản văn hóa Dân tộc, 2005
- Tôn Thất Bách- Y Đức một đời, Nhà xuất bản Kim Đồng, 2006

### Đăng ở hải ngoại
- Chết ngoài kế hoạch (truyện vui)
- Báo về (truyện vui)
- 1001 truyện trong cơn sốt giá (phóng sự)
- Cơm vua lộc nước (phóng sự)
- Nhật ký ngục tù (nhiều kỳ, tản văn)
- Tự sự về lai lịch một bài thơ (tản văn)
- Văn minh thành phố (truyện vui)
- Đường xa nghĩ nỗi sau này mà kinh (phóng sự)
- Hang Đá (tản văn)
- Đôi điều cảm nhận (tản văn)
- Đối thoại cùng sông (tản văn)
- Hoan hô công an đảng ta vồ ếch
- Ôi công an nhục mấy cho vừa
- Bình quân đại láo
- Đảng buông vạt váy tôi ra
- Thư cảm ơn
- Tiếng rao đêm Hà Nội (phóng sự)
- Hồi ức buồn (truyện ngắn)
- Kỷ niệm hay tưởng liệm?
- Tượng đài mà biết nói năng ?
- Chuyện thường ngày ở đồn (I, II)
- Đêm chong đèn ngồi hóng chuyện
- Trò chuyện cùng anh Lưu Ngọc Bang (I, II)
- Lương y Hà Nội bây giờ
- Nhà văn Việt Nam và sự hội nhập
- Chính trị và chiếc giường
- Cú điện thoại "oan nghiệt"

## Bút danh
- 1. Nguyễn Thái Bình.
- 2. Nguyễn Quý Dân.
- 3. Nguyễn Hải.
- 4. Võ Quế Dương.
- 5. Nguyễn thị Hiền
- 6. Trần thị Thanh Hằng.
- 7. Phạm Xuân Mai.
- 8. Mai Xuân Thưởng.
- 9. Đồ nghệ Việt Nam